# 黄瀬川
黄瀬川（きせがわ）は、静岡県を流れる一級河川。狩野川水系最大の支流で流路延長30km。別名：木瀬川・木世川。

## 地理
御殿場市に源を発する（北緯35度18分7.1秒 東経138度55分45.3秒）。富士山三島溶岩流の流域にあるため、岩盤を河床とする区間も多い河川で、途中には富士溶岩の断崖にかかる五竜の滝（北緯35度10分58.8秒 東経138度54分16.8秒）、鮎壺の滝（北緯35度7分52秒 東経138度53分33秒）などがある。概ね南へ流れ、沼津市と清水町の境で狩野川と合流する（北緯35度6分0.3秒 東経138度53分3.1秒）。
ちなみに愛鷹山の尾根末端部にあった長久保城は、黄瀬川、支流の桃沢川、同梅の木沢川により三方を要害として活用する地に建っていた。

## 歴史
平安時代末期の治承・寿永の乱において、伊豆で挙兵した源頼朝と奥州から駆けつけた源義経が1180年（治承4）10月21日に黄瀬川の陣で兄弟対面を果たしたと伝えられる（富士川の戦い）。
黄瀬川は田畑より低い位置を流れるため、農業用水には不向きな川であった。そのため江戸時代には、芦ノ湖を水源とする深良用水が築かれた。ただし、裾野市で大堰により分流され左岸を流れる久保田川、長泉町・沼津市境より分流され右岸を流れる牧堰用水をはじめ、この川を水源とする灌漑用水路は幾つか存在する。

## 流域の自治体
静岡県
御殿場市、裾野市、駿東郡長泉町、沼津市、駿東郡清水町

## 橋梁
御殿場市と裾野市の境
- 岩神橋（静岡県道394号沼津小山線）
- JR御殿場線黄瀬川橋梁

裾野市
- 新柳端橋（国道246号）
- 栄橋（静岡県道24号富士裾野線）

長泉町
- 富士見橋（伊豆縦貫自動車道）
- 鎧ヶ淵大橋（静岡県道87号大岡元長窪線）

沼津市と長泉町の境
- 牧堰橋（静岡県道22号三島富士線）
- 東海道新幹線黄瀬川橋梁
- 新寿橋（静岡県道87号大岡元長窪線）
- 沼津高架橋（国道1号（沼津バイパス））
- JR御殿場線黄瀬川橋梁
- JR東海道本線黄瀬川橋梁

沼津市と清水町の境
- 黄瀬川大橋（静岡県道380号富士清水線）
- 黄瀬川橋（静岡県道145号沼津三島線）